# Siergiej Iwanow (ur. 1980)
Siergiej Nikołajewicz Iwanow (ros. Сергей Николаевич Иванов, ur. 30 maja 1980 r.) – kirgiski piłkarz występujący na pozycji pomocnika. Od 2008 roku piłkarz kazachskiego klubu Irtysz Pawłodar. Ma na koncie piętnaście występów w reprezentacji Kirgistanu, w której zadebiutował w 1997 roku.